# Дифузійний насос

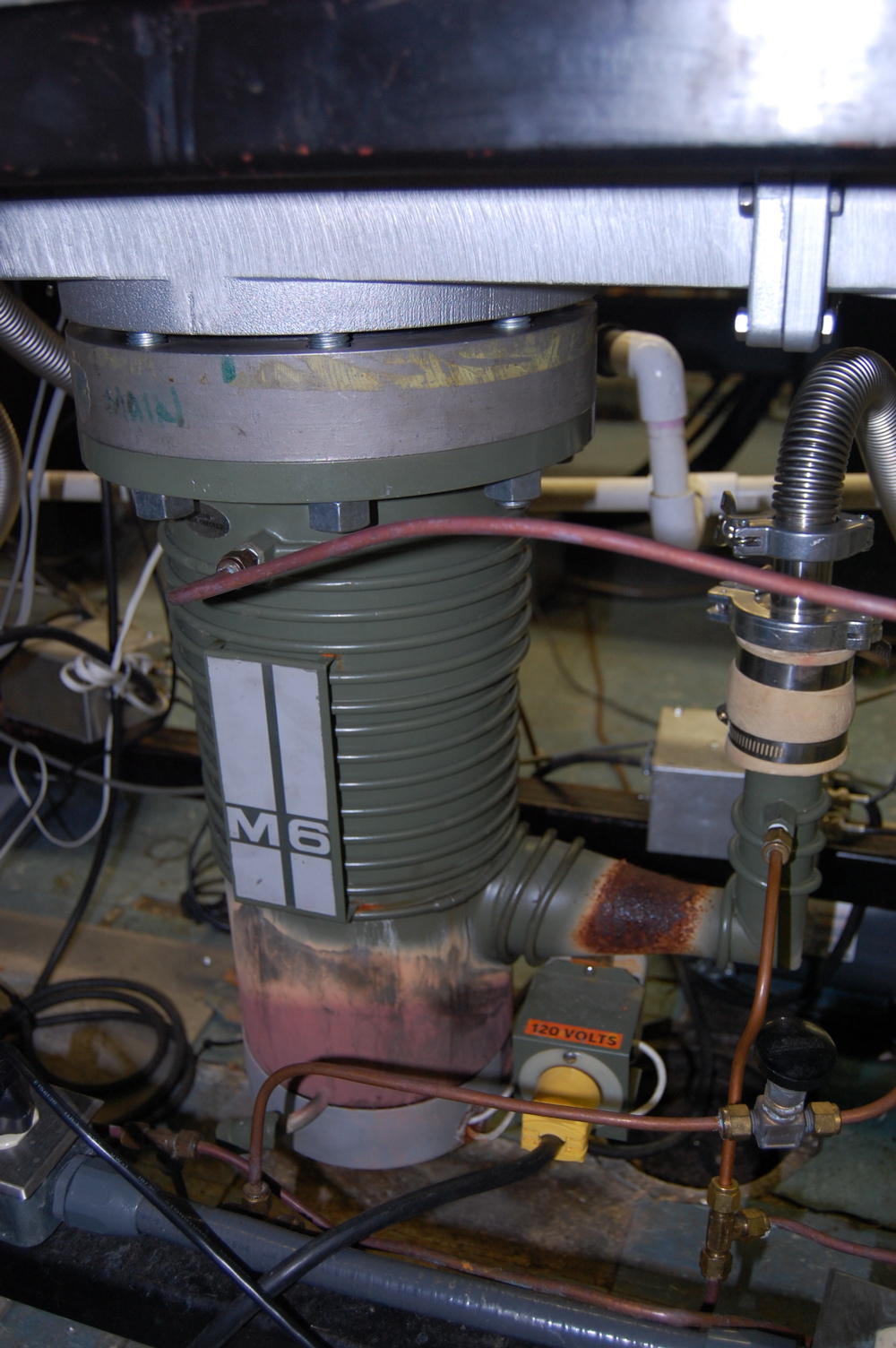
Шестидюймовий дифузійний вакуумний насос

Принцип роботи дифузійного насоса

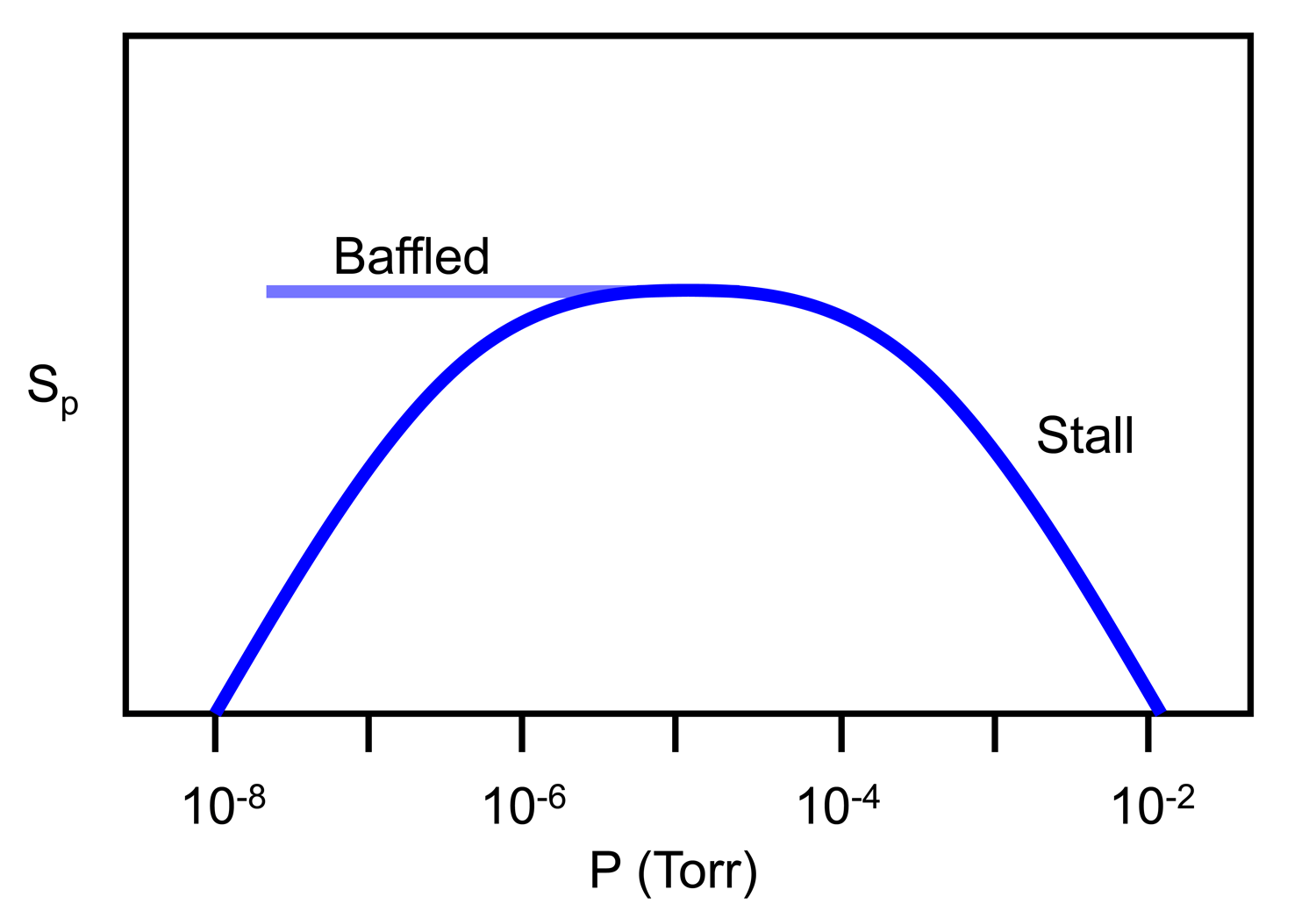
Типова залежність продуктивності дифузійного насоса від тиску на випускному патрубку

Дифузі́йний насо́с (дифузі́йна по́мпа) або дифузі́йний ва́куумний насо́с (дифузі́йна ва́куумна по́мпа) (англ. diffusion pump) — пароструменевий високовакуумний насос, у якому захоплювання газу струменем відбувається за рахунок дифузії газу в струмінь пари робочої речовини (ртуть, вакуумна олива).

## Будова та принцип роботи
Конструктивно насос складається з трьох коаксіально розташованих металевих циліндричних паропроводів. Два внутрішніх циліндри з одного кінця мають сопло, а другий кінець занурений в резервуар з робочою рідиною (вакуумним маслом). Зовнішній циліндр приєднується відкритим кінцем до відпомповувальної камери, а частина його поверхні охоплена камерою водяного охолодження.
В дифузійних насосах зниження тиску виникає в результаті дифузії молекул газу, що знаходиться у вакуумній камері, з молекулами струменя пари робочої рідини. На відміну від ежекторного насоса, схожого за конструктивними ознаками, швидкодія дифузійного насоса не залежить від тиску газу. Для створення струменя пари використовують нагрівач робочої рідини, а щоб не виникали витрати пари, застосовують холодильник, на стінках якого пара робочої рідини конденсується і стікає до резервуару. Молекули газу, захоплені струменем пари, скупчуються біля випускного патрубка. Таким чином біля випускного патрубка тиск газу, що відкачується, стає більшим ніж тиск у камері відпомповування. Щоб не виникав зворотний рух молекул до камери, на випускному патрубку необхідно зробити тиск нижчий, ніж тиск скупчених молекул за допомогою насоса попереднього вакууму.
Отже дифузійні насоси, як і пароструминні, не працюють без додаткових (роторних) насосів, причому за допомогою останніх треба створити тиск менший ніж тиск, що створюється дифузійним насосом на випускному патрубку, тобто граничний тиск роторних насосів обов'язково повинен бути нижчим за випускний тиск високовакуумного насоса.
Процес дифузії газу в струмінь пари не залежить від тиску на випускному патрубку, тому швидкодія насоса в широких межах залишається сталою. Зменшення швидкодії при низькому тиску обумовлене головним чином зворотною дифузією газу через струмінь пари, а при високому тиску — відривом струменя від стінок насоса, що супроводжується перетіканням газу від випускного патрубка до вакуумної камери.

## Вимоги до робочих рідин
До робочої рідини дифузійного насоса ставлять наступні вимоги:
- вона повинна мати якомога меншу пружність пари За кімнатної температури і якомога більшу — за температури кипіння;
- бути стійкою до розкладання на фракції при нагріванні;
- якомога у меншій мірі розчиняти гази;
- хімічно не реагувати з газами, що відкачуються і з конструктивними матеріалами насоса;
- мати малу питому теплоту пароутворення.

Підібрати рідину, яка б задовольняла усі ці вимоги, складно. У вітчизняних високовакуумних насосах використовують три типи робочих рідин:
- нафтового походження (вазелінові вакуумні оливи ВМ-1 ТУ 38.1011187-88, ВМ-4 ТУ 38.401-58-3-90, ВМ-5 ОСТ 38.01402-86);
- складні ефіри органічних кислот (октойли ОФ і ОС — ізооктилові ефіри фталевої і себацинової кислот)
- силіконові (кремнійорганічні сполуки марок ВКЖ-94А і ВКЖ-94Б за ВТУ ЕУ62-54).

Вазелінові оливи мають низьку пружність пари (мм рт. ст. при 20 °C), але вони не є стійкими до термоокиснювальних процесів, а також є неоднорідними за складом. Вони є сумішшю фракцій з різною молекулярною вагою і з цієї причини не мають визначеної точки кипіння. При перегріванні масло розкладається і в робочій рідині з'являються легкі фракції, що призводить до зростання граничного тиску вакуумного насоса. При взаємодії з атмосферним повітрям гаряча олива окиснюється з утворенням смолянистого нальоту, що важко видаляється, на внутрішніх деталях насоса.
Октойли мають підвищену пружність пари (мм рт. ст. при 20 °C) у порівнянні з вазеліновими оливами, але вони не є сумішшю різних фракцій. Недоліками октойлів є низька термічна і окиснювальна стійкість, а також нестійкість при взаємодії з вологою.
Силіконові масла характеризуються високою термоокиснювальною стійкістю й відсутністю смолистих відкладень на внутрішніх поверхнях насосів при окисненні. Вони стійкі при робочій температурі до взаємодії з атмосферним повітрям. Пружність пари вітчизняних силіконових масел досягає мм рт. ст. при 20 °C.
Загальним недоліком усіх вакуумних масел є розчинність газів, можливість розкладання і в зв'язку з цим обмеженість терміну використання, нестабільність параметрів у процесі роботи внаслідок неоднорідності складу.

## Використання
Застосовуються дифузійні вакуум-насоси в основному в лабораторній практиці для отримання тиску порядку 2•10−6…3•10−7 мм. рт. ст. Також вони можуть працювати при тиску попереднього вакууму порядку 1 мм рт. ст.
Пониження рівня попереднього вакууму є шкідливим для роботи дифузійного насоса, при якому олива зазнає окиснення, що погіршує продуктивність насоса. Недоліком дифузійних насосів є висока ймовірність потрапляння пари робочої рідини у камеру відпомповування, що понижує рівень вакууму. За допомогою масловідбивних поверхонь та виморожування ця проблема до певної міри вирішується.
Дифузійні насоси у багатьох застосуваннях поступились місцем турбомолекулярним та іонним насосам.